# Patrick Lindner
Patrick Lindner, geboren als Friedrich Günther Raab (München, 27 september 1960) is een Duitse schlagerzanger.

## Jeug en opleiding
Patrick Lindner werd geboren als zoon van een verzekeringsagent en de huisvrouw Hedwig Raab (1926-2016) en werkte aanvankelijk als kok.

## Carrière
In 1989 behaalde hij de 2e plaats bij de Grand Prix der Volksmusik met het nummer Die kloane Tür zum Paradies, hetgeen tevens zijn doorbraak betekende. Er volgden meerdere succesvolle singles en albums, die net als zijn eerste hit uit de pen van componist Jean Frankfurter en tekstschrijfster Irma Holder kwamen. Lindner was protagonist van meerdere tv-programma's, onder andere Patrick Lindner persöhnlich, So ein Tag mit guten Freunden en de Patrick Lindner Show bij het ZDF tot 1998. Hij werkte ook mee in gastoptredens in meerdere Duitse tv-series, waaronder SOKO 5113 en Das Traumschiff. In 1997 wendde hij zich met het album Himmelweit af van de volksschlager, meer in de richting van de modernere schlagermelodieën. Aan deze stilistische aanpassing hield hij vast voor vier verdere albums. In 1999 nam hij deel aan de voorronden voor het Eurovisiesongfestival met het nummer Ein bisschen Sonne, ein bisschen Regen, waarmee hij een 6e plaats scoorde.
In 2005 publiceerde hij samen met de Thilo Wolf Big Band het album Gigolo, dat bekende, grotendeels Engelstalige swingnummers bevatte. In hetzelfde jaar speelde hij in de RTL-kookshow In Teufels Küche mee en werd tot winnaar uitgeroepen. In 2006 publiceerde hij het album Die Sonne ist für alle da. Daarbij kwam het tot een hernieuwde samenwerking met Frankfurter en Holder. Naast enkele schlagers bevonden zich op het album ook meerdere volksliederen. Met het nummer Wie ein Sternenregen in der Nacht kwalificeerde Lindner zich dankzij een tweede plaats bij de Duitse voorronden van het Grand Prix der Volksmusik voor de internationale finale, waarbij hij de 6e plaats scoorde. In oktober 2008 speelde hij de hoofdrol als kok Patrick in de tv-film Das Musikhotel am Wolfgangsee, uitgezonden door ARD, ORF 2 en SRF 1.
Lindner toerde regelmatig door het Duitse taalgebied in Europa. In 2012 nam hij deel aan het vijfde seizoen van de RTL-dansshow Let's Dance. Zijn profi-danspartner was Isabel Edvardsson. Hij paar viel uit in de zevende aflevering en bereikte een 6e plaats. In mei 2014 publiceerde hij zijn jubileumsalbum Nur mit deiner Liebe, waarmee hij na zeven jaar weer een notering in de Top 100 van de Duitse albumhitlijst kreeg. In 2010 was hij ook te gast bij het kookprogramma Lafer, Lichter, Lecker.

## Onderscheidingen
- 1991: Bambi
- 1991, 1992, 1993, 1997 en 1999: Goldene Stimmgabel

## Goldene Schallplatte

### Duitsland
- 1991: voor het album Die kleinen Dinge des Lebens

### Oostenrijk
- 1992: voor het album Eine Handvoll Herzlichkeit

### Zwitserland
- 1991: voor het album Eine Handvoll Herzlichkeit
- 1991: voor het album Patrick Lindner

## Platin-Schallplatte

### Oostenrijk
- 1992: voor het album Die kleinen Dinge des Lebens

## Discografie

### Singles
- 10/1988 Der Traum von ewiger Liebe
- 04/1989 Die kloane Tür zum Paradies
- 10/1989 Dann muass i hoam
- 12/1989 Lasst das Licht in eure Herzen
- 03/1990 Die kleinen Dinge des Lebens
- 07/1990 Des is a Wahnsinn
- 01/1991 Manchmal braucht man was, an des ma glaub'n kann
- 07/1991 Ich hätt’ dich sowieso geküsst
- 11/1991 Die Kloane aus der letzten Bank
- 02/1992 Du schaffst mi
- 06/1992 Der Mensch in dir
- 09/1992 Ein kleines Feuer, das dich wärmt
- 01/1993 Ohne Zärtlichkeit geht gar nix
- 05/1993 Anna Lena
- 09/1993 Das Glück ist ein seltsames Vogerl
- 03/1994 Ich kann keine traurigen Augen seh'n
- 07/1994 Ich will dir immer wieder rote Rosen schenken
- 01/1995 Meine Lieder streicheln dich
- 03/1995 Liebe ist viel mehr als nur ein Wort (met Christopher Barker)
- 06/1995 Ein Herz voll Schmetterlinge
- 10/1995 Daheim, das ist Geborgenheit
- 04/1996 Ein Stern am Himmel ist noch frei
- 08/1996 Mein schönstes Geschenk, das bist du
- 01/1997 Hast du heut’ wirklich schon gelebt
- 05/1997 Tausend Sonnen
- 09/1997 Zärtlicher Regen
- 03/1998 Bring mir die Sonne wieder zurück
- 07/1998 Bleib bei mir
- 10/1998 Weil ich weiß
- 03/1999 Ein bisschen Sonne, ein bisschen Regen
- 08/1999 Wir sind stark genug
- 01/2000 Jeder braucht einen Freund
- 06/2000 Bis dein Herz wieder hier ist
- 11/2000 Wenn es noch Wunder gibt
- 07/2001 Playa del sol
- 11/2001 Du bist mein Kind
- 02/2002 Leb dein Leben so wie du es fühlst
- 07/2002 Spiel den Sirtaki nochmal
- 10/2002 Reich deine Hand
- 03/2003 Wann seh'n wir uns wieder
- 08/2003 Halleluja – auf das Leben
- 10/2005 Soviel Liebe lebt in dir
- 01/2006 Gefühl ist eine Achterbahn (alleen promo)
- 05/2006 Wie ein Sternenregen in der Nacht (alleen promo)
- 09/2006 Mit Sehnsucht ist ein Tag so lang (alleen promo)
- 01/2007 Wer weiß das schon (alleen promo)
- 04/2007 Bella Italia (alleen promo)
- 06/2007 Heute, hier und jetzt (alleen promo)
- 08/2007 Im Karussell der Träume (alleen promo)
- 11/2007 Ein Gefühl wie Weihnachten (duet met Kristina Bach) (alleen promo)
- 01/2008 Weil wir alle keine Engel sind (alleen promo)
- 05/2008 Jedes Herz braucht eine Heimat (alleen promo)
- 10/2008 ’S mag net hell werd'n (alleen promo)
- 02/2009 Das Leben ist doch zum Leben da (alleen promo)
- 06/2009 Fang dir die Sonne (alleen promo)
- 09/2009 Schmetterling der Nacht (alleen promo)
- 01/2010 Dein Herz (alleen promo)
- 04/2010 Zurück in Richtung Sommerwind (alleen promo)
- 09/2010 Wenn der Himmel brennt (alleen promo)
- 12/2010 Das verlorene Lächeln (alleen promo)
- 04/2011 Vielleicht wirst du lieben (alleen promo)
- 09/2011 Denn auch du bist ein Held (alleen promo)
- 06/2012 Schenk mir deinen Talisman
- 10/2012 Auch für dich (alleen promo)
- 05/2013 Olê Hola
- 10/2013 Mit dir ist jede Stunde ein Geschenk
- 03/2014 Dann kamst du
- 07/2014 Sommer im Haar
- 01/2015 Von New York bis zu den Sternen
- 04/2015 Mi corazon
- 03/2016 Du bist die Musik in mir
- 02/2018 Baby Voulez Vous? (met zangeres Nicki)
- 2019 Weil Du mich liebst
- 2019 Ich feier' die Zeit
- 2020 Das Leben hat uns Bunter gemacht
- 2020 Wieder auf Anfang
- 2020 Ich will, dass Du glücklich bist

### Albums
- 05/1989 Die kloane Tür zum Paradies
- 04/1990 Die kleinen Dinge des Lebens
- 11/1990 Weihnachten mit Patrick Lindner
- 08/1991 Eine Handvoll Herzlichkeit
- 10/1992 Ohne Zärtlichkeit geht gar nix
- 04/1994 Liebe ist das Salz der Erde
- 02/1995 Meine Lieder streicheln dich
- 10/1995 Weihnachtszeit - Stille Zeit
- 08/1996 Herzlich willkommen in meinem Leben
- 05/1998 Himmelweit
- 09/1999 Stark genug
- 11/2000 Wenn es noch Wunder gibt
- 08/2001 Mammamia!
- 03/2003 Halleluja - auf das Leben
- 03/2005 Gigolo (met de Thilo Wolf Big Band)
- 02/2006 Die Sonne ist für alle da
- 02/2007 Heute, hier und jetzt
- 11/2007 Fröhliche Weihnacht mit Patrick Lindner
- 05/2008 Jedes Herz braucht eine Heimat
- 08/2009 Fang dir die Sonne
- 10/2010 Schenk dir den Tag
- 01/2012 Böhmisch klingt's am Besten
- 05/2014 Nur mit deiner Liebe
- 04/2016 Mittenrein ins Glück
- 02/2018 Leb Dein Leben
- 2019 Ich feier’ die Zeit
- 2020 Ich feier die Zeit – das Beste Zum Jubiläum
- 2024 All meine Farben

- Gemeinsame Normdatei: 124579051
- International Standard Name Identifier: 0000 0000 5961 5721
- Library of Congress Control Number: no2009073043
- MusicBrainz: b5641867-f2aa-441d-84d2-299253a46cd2
- Virtual International Authority File: 57549677
- WorldCat: E39PBJyGTBKttwVvx6hxKgxCcP